# Kathy Tremblay
Kathy Tremblay (Ste-Foy, 16 de junho de 1982) é uma triatleta profissional canadense.

## Carreira
Kathy Tremblay representou seu país nas Olimpíadas de 2008 e 2012, ficando em 31º em 2008 e não terminando em 2012.